# 額我略三世
聖額我略三世（拉丁語：Sanctus Gregorius PP. III；690年—741年11月28日）於731年3月18日至741年11月28日擔任教宗。他在阿拉伯帝国倭马亚王朝统治下的叙利亚出生，731年以一致欢呼的方式當選教宗。此后1300年没有非欧洲出生者担任教宗，直到2013年当选的方濟各（在南美洲國家阿根廷出生）。

## 譯名列表
- 額我略三世：天主教香港教區禮儀委員會：禧年專頁 （页面存档备份，存于） 作“額我略”。
- 國瑞三世：香港天主教教區檔案　歷任教宗 作“國瑞”。
- 格列高列三世：《大英簡明百科知識庫》2005年版[] 作“格列高列”。
- 格雷戈里三世：《世界人名翻譯大辭典》1993年版作“格雷戈里”。
- 格列哥里三世：國立編譯舘 作“格列哥里”。